# Segunda Epístola de João
A Segunda Epístola de João, geralmente referida apenas como 2 João, é o vigésimo-quarto livro do Novo Testamento da Bíblia. É o menor livro da Bíblia em quantidade de versículos, com apenas 13.

## Estrutura
I.   Saudação (1-3)
II.  Elogio (4)
III. Exortação e advertência (5-11)
IV.  Conclusão (12-13)

## Autor e destinatário
O autor é o apóstolo João. Ele se apresenta como o "Presbítero". Nos anos de sua velhice João atuava como presbítero na Igreja de Éfeso.
Semelhanças óbvias com a Primeira Epístola de João e o Evangelho de João levam a crer que a mesma pessoa escreveu os três livros.
Dirige esta segunda epístola para a “senhora eleita e seus filhos”, indicando que a receptora era uma mulher cristã cujos filhos perseveravam na fé (v.4). Ele até inclui saudações de suas sobrinhas e sobrinhos (13).
Mas esta interpretação não tem conseguido ser a opinião da maioria dos estudiosos da Bíblia. Muitos sugerem que a designação não denota uma pessoa em si, mas trata-se da personificação de uma igreja local, ou seja, João está se reportando a uma comunidade cristã, sob sua jurisdição. “Seus filhos” sãos os membros da igreja, e os “filhos” da “irmã eleita” são membros da igreja do lugar onde João está escrevendo. Uma conclusão definitiva parece inatingível, e a pergunta continua em aberto.

## Data
O peso da evidência de João ter escrito as três cartas levando seu nome aponta para cerca de 85-95 d.C..

## Ocasião e Objetivo
A Segunda Epístola de João se preocupa com a relação da verdade cristã com a hospitalidade estendida àqueles mestres que viajam de igreja para igreja. Os falsos mestres, provavelmente do mesmo grupo que é tratado na Primeira Epístola de João, estavam confundindo a comunhão dos crentes. Portanto, João deu instruções sobre quais mestres itinerantes acolher e quais recusar. Os verdadeiros Cristãos, que podiam ser reconhecidos pela ortodoxia de sua mensagem (v.10), são dignos de ajuda; mas os mestres heréticos devem ser rejeitados. De outra forma, alguém poderia, sem querer, estar contribuindo para a propagação da heresia, e não da verdade.

## Conteúdo
João estimula a “senhora eleita” a continuar mostrando hospitalidade, mas também adverte e previne contra o abuso da comunhão cristã. Por toda a epístola, ele ressalta a verdade como a base e prova da comunhão . Em especial, ele insiste em uma crença correta levando em consideração a encarnação de Cristo, e acusa aqueles que rejeitam essa realidade de terem ido além da doutrina de Cristo (v.9). Ele incita os leitores a ficarem perto de Cristo, mantendo-se fiéis na verdade.
João apresenta tanto a divindade de Cristo (v.3) quanto sua humanidade (v.7). Qualquer pessoa que negue a verdade fundamental relacionada à Pessoa divina–humana de Cristo não tem a Deus (v.9). João encara a comunhão como uma característica distintiva da vida cristã, mas não deixa dúvidas de que a comunhão cristã é impossível onde à doutrina apostólica da Pessoa e obra de Cristo seja negada ou comprometida.